# KOSS Corporation

Logo

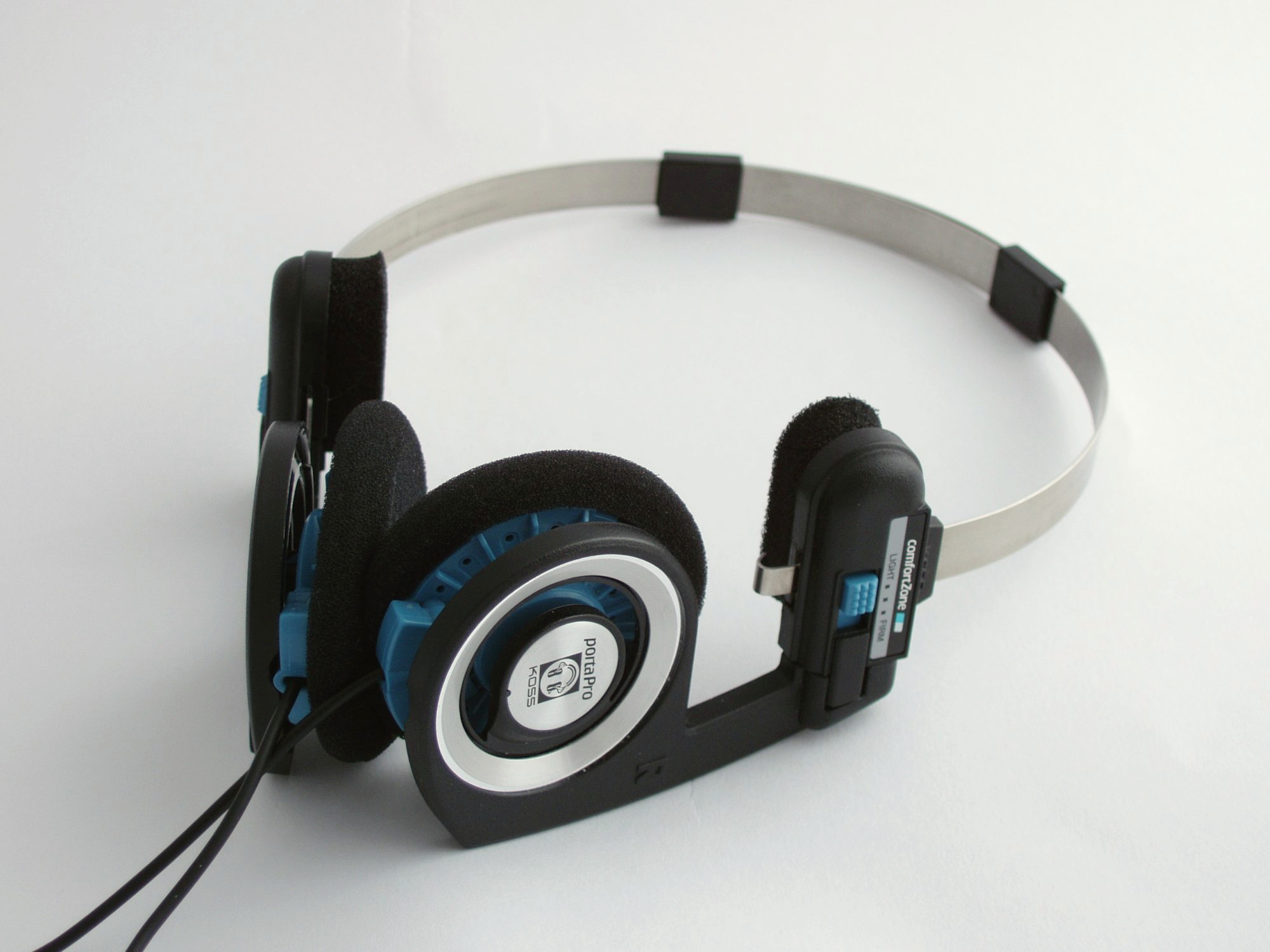
Koss Porta Pro-Kopfhörer

Die Koss Corporation ist ein US-amerikanisches Unternehmen mit Hauptsitz in Milwaukee (Wisconsin). Das Hauptgeschäftsfeld des Unternehmens ist die Entwicklung und Produktion von Kopfhörern, welche unter dem Markennamen KOSS vertrieben werden. Das Unternehmen ist an der NASDAQ gelistet.

## Geschichte des Unternehmens
Das Unternehmen wurde 1953 von John C. Koss (1930–2021) als Verleih von Fernsehgeräten gegründet. Fünf Jahre später entwickelte er zusammen mit seinem Partner Martin Lange den ersten Stereokopfhörer der Welt, den SP/3. Das Modell K 2+2 wurde 1971 vorgestellt. Dabei handelt es sich um den ersten Kopfhörer mit Quadrophonie. Zum Kult-Objekt entwickelte sich das Modell Porta Pro, welches 1984 erstmals präsentiert wurde und seitdem fast unverändert gebaut wird. 1991 übernahm Michael J. Koss, der Sohn des Gründers, die Geschäftsführung.